# Paraneoptera
I Paraneotteri (Paraneoptera) costituiscono un raggruppamento di Insetti alati o secondariamente atteri della sottoclasse Pterygota inquadrato, secondo gli schemi tassonomici, in differenti ranghi sistematici.
I Paraneotteri sono insetti generalmente emimetaboli o paurometaboli e, nelle forme secondariamente attere, pseudoametaboli. Sono inoltre riscontrate, in questo raggruppamento, le uniche forme di neometabolia, una forma di transizione verso l'olometabolia propriamente detta. Frequente anche la catametabolia.
Caratteri generali comuni sono il ripiegamento delle ali sull'addome, in fase di riposo, grazie all'articolazione delle stesse. Le ali sono inoltre provviste di regione jugale percorsa da una sola vena. L'apparato boccale è in genere di tipo pungente-succhiante, i tarsi hanno più di tre articoli e i cerci sono generalmente assenti o rudimentali.

## Sistematica
L'inquadramento sistematico non è concorde. Alcuni schemi identificano questo gruppo nel rango di sottodivisione, altri nel rango di superordine. Differenze esistono, inoltre, nella ripartizione in ordini e nella definizione di ranghi sistematici intermedi. La suddivisione tradizionale comprende i seguenti ordini, ripartiti in sezioni:
- Superordine Paraneoptera
  - Sezione Psocoidea. Ordini:
    - Psocoptera (o Corrodentia)
    - Mallophaga
    - Anoplura

  - Sezione Thysanopteroidea. Ordini:
    - Thysanoptera

  - Sezione Rhynchotoidea. Ordini:
    - Rhynchota